# عمليات آوتش!
عمليات Ouch! (بالإنجليزية: Operation Ouch!)‏ هو برنامج تلفزيوني بريطاني عن جسم الإنسان. إنه يظهر ماذا يحصل في قسم الطوارئ، الذي يجعل الأطباء في بعض الأحيان في مشاكل معها وتجارب كبيرة. السلسلة الأولى بثت على سي بي بي سي في أكتوبر 2012 وهيئة البث الأسترالية في 2013. استضاف البرنامج من قبل الأخوين التوأم دكتور كريس ودكتور زاند فان توليكن عرض البرنامج باللغة العربية على شاشة تلفزيون ج ودبلج بواسطة دبلجة مركز الزهرة وعُرض على قناة سبيستون.

## نظرة عامة
من أجل تثقيف الأطفال حول الطب وعلم الأحياء. دكتور كريس وزاند فان توليكن يؤديان تجارب على جسم الإنسان لمعرفة كيفية عمله والتحقيق في العلاجات الطبية والتكنولوجيا. يقدم الأطباء أيضا تجارب «لا تجرب ذلك في المنزل» للمشاهدين للمشاركة.

## وصلات خارجية
- عمليات آوتش! على موقع IMDb (الإنجليزية)
- عمليات آوتش! على موقع روتن توميتوز (الإنجليزية)
- عمليات آوتش! على موقع نتفليكس (الإنجليزية)
- عمليات آوتش! على موقع قاعدة بيانات الفيلم (الإنجليزية)
- عمليات Ouch! على بي بي سي